# BLACK OUT (漫画)
『BLACK OUT』（ブラックアウト）は、原作：キサラギリュウ、作画：朝基まさしによる日本の漫画作品。『週刊少年マガジン』（講談社）2010年14号から47号まで連載された。

## あらすじ
「ジョニー」こと黒木仁は、かつては相模北高校野球部の投手だったが、2年前に甲子園での試合の9回表でエラーを起こしたライパチこと鈴木二郎が笑いながらジョニーに「ゴメンね」と謝り、それに激怒したジョニーは彼を殴り、同時に相模北高校を退学処分される。
それから2年後、ライパチが死んだという知らせが入る。ライパチから送られた遺書ともとれる手紙がジョニー宛に届いた事を機に事件が起きるようになる。これによりジョニーは『ライパチの死の謎』と手紙に記された『2年前のエラーの秘密』を探るために相模北高校に復学するが、元野球部監督の広岡と吉井が何者かによって立て続けに殺害されていく。
そして、一連の事件は意外な真実へとたどり着く。

## 登場人物
【】内は当時のポジション／現在の立場

### 相模北高校生徒
黒木 仁（くろき じん）
【投手／3年生】
主人公で、通称ジョニー。2年前は一年生にしてMAX152km/hの球を投げる豪腕投手だったが、シニア時代に一球しか投げなかった変化球を打たれ、エラーを起こして自暴自棄となった上に笑いながらエラーの件を謝ったライパチを殴るという不祥事を起こし、以来不登校となる。その2年後、ライパチの訃報を知った事とライパチから届いた手紙を受け取った事を機に復学しライパチの手紙に記された「2年前のエラーの秘密」を探り、その過程で事件に巻き込まれる。
最終話のクライマックスで長かった髪を切り、慎之介のような髪型になった。
作画の朝基によるとモデルは長瀬智也をイメージしてデザインしたと言う。
山倉 慎之介（やまくら しんのすけ）
【捕手／3年生】
相模北高校3年生で、ジョニーの親友。2年前は野球部捕手だったが、裏では藤田とプロ野球入りを条件に取引し八百長に加担、相手のバッターだった清原にジョニーが秘密裏に修行していた変化球の球種を密告し打たれる原因を作った。この事からジョニーの全てを奪った元凶と言っても過言ではない。
終盤でシズルを人質に取り、全ての真実を知ったジョニーとの壮絶な殴り合いを決行する。
朝倉 シズル（あさくら - ）
本作のヒロイン。相模北高校3年生で野球部マネージャー。ジョニーの幼なじみで、彼に好意を抱いている。
終盤で本性を露わにした慎之介の計らいで人質にされるが、ジョニーに救出される。

### 相模北高校OB
鈴木 二郎（すずき じろう）
【控え→右翼手／戸籍上は死亡（実際は生存）】
元相模北高校野球部員で、ジョニーの先輩だった。「ライトで8番」であった事から、ライパチと呼ばれている。嫌な目に遭うと笑って誤魔化す癖がある。高橋から交代した直後にエラーにより相模北高校野球部が敗北する原因を作ってしまい、ジョニーに笑いながら謝罪をした事で殴り合いの喧嘩となった。その後野球部は出場停止となり、自身も敗北の原因となった男としてつるし上げに遭い、その影響で父親も失業してしまう。その後ジョニーと密かに再会して和解する。第1話で水死体として発見され、死亡発表前にジョニーに送った手紙により、ジョニーが2年前の試合に裏がある事を知る事になる。高校時代の甲子園の試合で右翼手なのに背番号が1となっているのは上原の代理の緊急招集でそうなった模様。ジョニーは「守備が下手」だと思っていたが実際は上手いらしい。
しかしライパチとして発見された死体は実は親友の高橋であり、実際は全ての真相を突き止めるために敢えて死を偽装して生存していた。あらかじめ藤田の接触によってエラーを強制されており、指示に従いエラーをするもその後の慎之介の笑みによって自分が騙されていた事を確信、笑みを浮かべてジョニーに謝罪したのもその傍観によるものだった。
上原 大輔（うえはら だいすけ）
【投手（但し甲子園では怪我のためベンチ外）／プロ野球選手】
2年前は野球部のエースだったが、怪我をしてしまい甲子園メンバーから外れる。
広岡から八百長について語られ反発するが、プロ入りのためと諭され受け入れる。広岡の死を機に八百長について語り始める。
松井 英雄（まつい ひでお）
【中堅手／講談会系暴力団組員】
病弱の母親を大阪に残し単身相模北へ進学。広岡から母親の治療費との交換条件で八百長に加担する事に同意し、甲子園ではバットを一度も振る事がなかった。LG学園の清原とは中学時代の旧友で、試合後急死した母親の前で2人で野球賭博で成り上がる事を決意。大金を手に入れた松井は暴力団内で地位を上げていくが、広岡が殺害された事を機に殺されそうなメンバーを強引に匿い、大阪で清原と2年前と同じ甲子園で対決したジョニーに対して八百長について語り、その後警察へ出頭した。
谷 亮（たに とおる）
【左翼手／闇社会の取引人】
広岡が殺された時に使われた薬品を犯人と間接的に取引した人物で、他にも暴力団関係者などから色々なものを闇取引していた。暴力団と警察双方から追われており、大阪で接触したジョニーと逃げていたが、所持していた大金をライパチに渡すようジョニーに託し、警察に逮捕される。
高橋（たかはし）
【右翼手／死亡】
LG学園戦では先発出場。才能は松井や谷以上と評されているが重い病気を患っており、途中で親友のライパチと交代してベンチに下がった。その後ライパチに看取られながらこの世を去るが、事前にライパチに自身を彼の替え玉にする計画を考えそれを遂行するよう頼んでいた。
畑中 清（はたけなか きよし）
【一塁手／大学生】
広岡の定年退職壮行会の幹事を行う。広岡の指示でLG学園戦で八百長に加担、ライパチの死因は自殺で広岡が殺された事は無関係と言うが、ジョニーからライパチの手紙を突き付けられ、慌てふためく。
原野 辰彦（はらの たつひこ）
【三塁手／大学生】
大学への推薦状を条件に広岡からLG学園戦で全打席バントする事を指示される。留置場のやり取りから自分も最初は八百長に加担していたと思っていたが、実際は原野の能力に限界を感じていた監督がせめて大学で野球ができるようとった策であり、原野も大学入学後自分の才能のなさに気づいていた。
吉井 崇（よしい たかし）
外見ともに性悪な性格をした男。高校時代はジョニーや山倉に数々のイジメを行っていた。広岡の壮行会の会場のトイレで広岡の死体を見て驚愕し、現場から逃走したが藤田に殺害された。
銭岡 智（ぜにおか さとし）

篠塚 忍（しのづか しのぶ）

前田（まえだ）

### その他
黒木 道（くろき みち）
ジョニーの父親で、神奈川県警捜査一課長。スキンヘッドの頭が特徴。2年前の出来事と今回の事件に繋がりがあると睨み、捜査を行っている。見た目は怖いが息子思いの親バカで、不登校になった息子の事を心配している。
清原 真澄（きよはら ますみ）
甲子園で相模北高校の対戦相手であるLG学園の4番で、現在はプロ野球・K軍の選手。
ジョニーの秘密の球種を事前に知って対策を練り、山倉のサインでその球が来る事を知りグリップを短く持つ打法でその球をライト方向へ運んだ。しかし予測していたのにもかかわらず本来ならライトフライで終わった事に納得しておらず、2年後甲子園で再度ジョニーと対決。同じ球種を同じ打法でライト方向へ運ぶもスタンドには届かず、負けを認め全てを自白した。その後K軍に退団届を出し、松井と共に警察へ出頭。
エツ子
大阪・北新地のスナックバーで働く女性。清原の姉であり、LG学園と相模北戦でジョニーと弟の対戦を見て感涙していた。弟の親友である松井に頼まれて大阪で行動するジョニーの面倒を見る。
広岡 弘務（ひろおか ひろむ）
元相模北高校野球部監督。2年前の試合で圧力をかけられ八百長に加担した1人。しかし本人は上原の替わりに出場したジョニーの才能を見込み、彼の力で勝利しようと考えていた。
監督を退任した後、八百長試合の真相をジョニーに仄めかし、その後の定年退職壮行会で2年前の真実を公表しようとしたが、口封じのため藤田に殺害され、彼の死体の口には野球ボールが押し込まれていた。
藤田 元（ふじた げん）
広岡の退任後相模北高校野球部監督に就任した男。派手なスーツにサングラスというヤクザのような外見をしている。
正体は、将来有望な選手の価値を裏で吊り上げてプロ野球入りさせ、報酬として契約金の80%を受け取る「ブローカー」。2年前、試合直前に怪我をした上原が敗戦投手になる事で価値が下がってしまう事を危惧し、プロ野球入りを餌に慎之介を抱き込み八百長試合を仕組んだ張本人だった。しかしジョニーの好投により目論見が崩れるのを危惧した事で、ライパチを言葉巧みに騙してエラーを強制し八百長を成功させた。その事実を広岡が公表しようとしている事を知り、口封じのために広岡の定年退職壮行会の日に彼を殺害した。しかし現場と遺体には藤田を追っていたライパチの手でメッセージが残された事で、事件の収束は成されず再び真実は追われ続ける事となるが、警察に逮捕された。

## 備考
- 単行本では書き下ろしとして製作段階での裏話を描いたオマケ漫画や黒木、山倉の履歴書が掲載されている。
- 原作者のキサラギリュウに関するプロフィールは明かされていないが、単行本1巻では本作が初連載と明記されており、オマケ漫画では仮面を被った状態で描かれている。